# Janowo (gmina Narewka)
Janowo – wieś w Polsce położona w województwie podlaskim, w powiecie hajnowskim, w gminie Narewka.
W latach 1975–1998 miejscowość należała administracyjnie do województwa białostockiego.
| SIMC    | Nazwa   | Rodzaj |
| ------- | ------- | ------ |
| 0036819 | Jelonka | część  |

25 lipca 1941 wieś spacyfikowały jednostki niemieckie. Ludność została wywieziona do wsi Ostrówka koło Zabłudowa. Zabudowania Niemcy spalili.
Prawosławni mieszkańcy wsi należą do parafii św. Mikołaja w Narewce, a wierni kościoła rzymskokatolickiego należą do parafii św. Jana Chrzciciela w Narewce.